# Gubbero

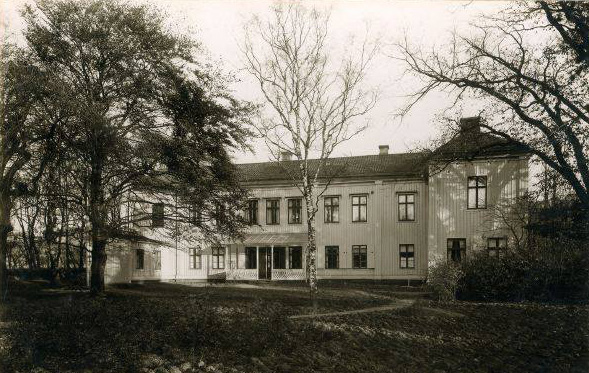
Gubbero herrgård 1922.

Gubbero var en herrgård som låg på södra sidan av Redbergsvägen i Gubberoparken i dåvarande Örgryte socken, nu stadsdelen Gårda  i Göteborg.

## Historia
Gubberon och Gubberoberg var en intaga av den häradsallmänning som donerats till Göteborgs stad, och var tillsammans med övriga Ranängarna betesmark för de omkringliggande örgrytehemmanen. Huvudbyggnaden - i nuvarande Kvarteret 69 Gubbero - uppfördes på 1750-talet av direktören i Svenska ostindiska kompaniet Magnus Lagerström och bevarades länge så väl till det yttre som till det inre av senare ägare. Från nuvarande Redbergsvägen gick en drygt 100 meter lång allé fram till huvudbyggnaden. 
Den smålandsfödde garvaren Johan Fredrik Bauer (1729-1805) blev nästa ägare till Gubbero, och 1771 ansökte han hos tingsrätten om att få bebygga och odla upp en del av Gubberoberg. Efterhand klädde han det förut kala berget med en vacker skogsplantering, "ej mindre till allmän än enskild nytta". Bauer var dessutom jordbrukare i Kålltorp och Stora Rödjan, trankokare samt tegelfabrikör som arrendator av stadens tegelbruk. Han hade dessutom stadens fullmakt att från 1751 bedriva garverirörelse på andra sidan Gullbergsån, mitt emot Gubbero. En yta av cirka fyra tunnland. Sonen Johan Reinhold Bauer (1763-1801), kamrer vid militiestatens änke- och pupillkassa, tog efter faderns död över herrgården. Han var även innehavare av landeriet Kvibergsnäs 1778-1799. Johan Reinhold Bauer var vetenskapligt intresserad och fungerade 1794 som ordförande i Kungliga Vetenskaps- och Vitterhetssamhället i Göteborg. År 1807 köptes Gubbero av Johan Gradman, och då Gradman gjorde konkurs 1819 köpte hustrun Gubbero från konkursboet för 13 500 riksdaler.
År 1828 såldes herrgården till den ryske konsuln i Göteborg, Conrad Friedrich Lang (1775–1850) och övergick sedan i styvsonen Oscar Ekmans ägo. Denne skänkte 1861 Gubbero till sin bror kommendörkapten Emil Ekman (1815-1900), som i sin tur skänkte en tomt från Gubbero - Höga Lyckan kallad - till byggandet av Sankt Pauli kyrka ovanför herrgården. Under flera somrar på 1860-talet rådde det akut brist på dricksvatten i Olskroken och Bagaregården. För skattemedel lät man 1868 gräva och mura upp en bra brunn på Gubbero. Men vanligt folk tvingades att göra dagsverken hos Ekman för att få sitt vatten. Fem år senare fick stadsdelen sin första allmänna källa med delsjövatten vid Olskrokstorget. Gubbero med tomtnummer 18 i 12:e roten hade 1869 ett taxeringsvärde på 8 000 riksdaler. År 1919 var taxeringsvärdet 55 000 kronor. Emil Ekman bodde kvar på Gubbero till år 1900 och hans fru, friherrinnan Kurck till sin död 1907.
Kung Oscar II gästade ofta Gubbero, som god vän med Emil Ekman sedan ungdomen. Som ung prins hade han 1843 under kommendörkapten Ekmans befäl gjort sin första längre sjöexpedition. Första besöket på Gubbero gjorde prins Oscar den 20 augusti samma år.
Manbyggnaderna revs 1931-1934, och en stadsplan upprättades av Sten Branzell och Uno Åhrén. På området uppfördes 1937-1945 femvånings bostadshus i gult tegel. Arkitekter var bland andra R. Dahlberg, D. Grip och Erik Holmdal.
Av stadsfullmäktiges handlingar 1930 framgår vad som ingick i egendomen "Gubbero" före den styckades till hyreshustomter: "Gubbero AB i egenskap av ägare till från 1 mantal Kärralund avsöndrad jord, kallad Gubbero, dels till 59/720-dels mantal Kålltorp Övergården, kallad Lilla Gubbero, och dels till 1 014 hektar, avsöndrad från 1/2 mantal Stora Torp, kallad Ranängsskiftet.

## Etymologi
Namnet Gubbero är ett fantasinamn, och förekommer 1761 i namnformen Gubber(o)n och från 1772 med sitt nuvarande namn. Herrgården gav 1899 namn åt Gubberovägen, från 1903 uppdelad i Norra Gubberogatan och Södra Gubberogatan samt åt Gubberoparken 1935.

## Tobaksfabriken

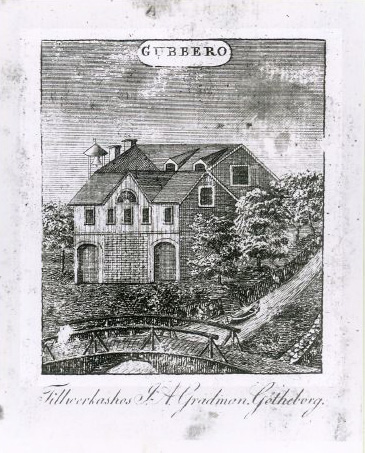
Fabriken avbildad på etikett till snusförpackning omkring 1820.

Under Johan Gradmans tid uppfördes på området en tobaksfabrik, där råvaran kom från Stampens tobaksplantager. Fabriken var i drift 1816-62. Gradman hade fått Kungl. Maj:ts tillstånd att anlägga "Tobaksspinneri och Snusfabrik". Under cirka 25 år var man stadens största fabrik i sin bransch. Verksamheten omsatte 13-15 000 riksdaler årligen. Efter Johan Gradmans död 1826 innehades den av hans änkefru J.E. Gradman, men redan den 16 september 1828 överlåter hon privilegiet till sin bror Volrath Minten. Den 1 januari 1835 blir Oscar Ekman ny innehavare av fabriken, och driver den fram till 1860. Därefter övertog C.D. Eggers fabriken, som endast drev den under cirka ett år.
Ekman hade redan från början - anonymt under sin omyndighet - varit delägare i verksamheten. Grosshandlare Johan Fredrik Silvander, kusin till fru Sara Lang, ansvarade för försäljningen av Gubberofabrikens produktion, och det föll sig därför naturligt att Ekman blev engagerad.

## Gubberoparken
Gubberoparken ingår i kommunens bevarandeprogram "Värdefulla miljöer 1985" med motiveringen; Gubberoparken är ett intressant exempel på en stadsplan där ett "storgårdskvarter" kombinerats med lamellhus i funktionalismens anda. Området utgör också ett värdefullt exempel på tegelarkitektur i funktionalistisk stil och är en av Göteborgs största samlade miljöer med byggnader i det traditionella gula teglet.

## Gubberoolyckan

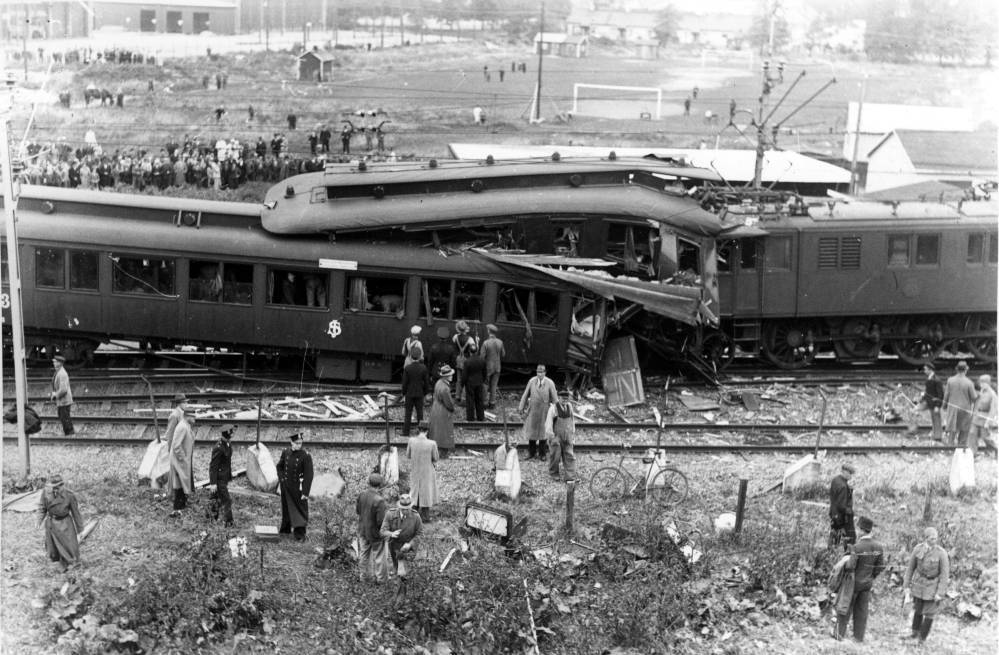
Gubberoolyckan

Strax före klockan 12, den 17 september 1940, kolliderade ett persontåg från Göteborg mot Borås vid Gullbergsbroviadukten - ganska precis vid nuvarande Fürstenbergsgatan - på den då enkelspåriga Västkustbanan med ett lokaltåg från Kungsbacka. Nio personer omkom och tjugotvå skadades. En godsfinka och en passagerarevagn i tåget från Göteborg krossades. I tåget från Kungsbacka klämdes en passagerarevagn fullständigt ihop, medan framdelen på en efterföljande vagn krossades. Lokföraren på Boråståget hade lyckats hoppa ut i sista stund.
Föraren av Kungsbackatåget fick skulden för att ha kört mot röd signal, då det söderifrån kommande tåget skulle vänta på mötande tåg vid en signal före Gullbergsbroviadukten.